# Artur Brauner
Artur "Atze" Brauner, nascido Abraham Brauner (Łódź, 1 de agosto de 1918 - Berlim, 7 de julho de 2019) foi um produtor de cinema e empresário polonês. Foi filho de família judia de Łódź, na Polônia. Com seus pais e quatro irmãos, fugiu para a União Soviética e sobreviveu ao Holocausto. Após a Segunda Guerra Mundial, ele emigrou para Berlim com o irmão, Wolf Brauner. Seus pais e outros três de seus irmãos imigraram para Israel. Doze de seus parentes morreram no massacre de Babi Yar.

## Carreira
Na infância, Brauner viu o filme O Testamento do Dr. Mabuse, de Fritz Lang, o que lhe fez se interessar por cinema. Em setembro de 1946, fundou a Central Cinema Company (ou CCC Films) no setor americana de Berlim. Ele produziu Sag' die Wahrheit, um dos primeiros filmes produzidos na Alemanha após a guerra. Depois, produziu Morituri, um fracasso de bilheteria que colocou-o em problemas financeiros. Brauner percebeu, então, que para produzir filmes aclamados pela crítica teria que produzir também filmes que fossem um sucesso de bilheteria, que compensariam eventuais perdas financeiras dos primeiros. Ele trouxe de volta para a Alemanha vários artistas que estavam trabalhando em Hollywood, como Robert Siodmak, Lil Dagover e Fritz Lang, que dirigiu a terceira parte da trilogia de filmes do Dr. Mabuse.
Em 2009, o museu Yad Vashem recebeu uma doação com 21 produções de Brauner que têm a ver com o tema do Holocausto, tais como Die Weiße Rose, Der 20. Juli e Mensch und Bestie. Em 2010, o Yad Vashem abriu um centro de mídia com o nome do produtor. Brauner disse se tratar da "coroação da minha carreira no cinema".
Brauner morreu em Berlim, em 7 de julho de 2019, aos 100 anos de idade. Foi sepultado no Cemitério Judaico Heerstraße em Berlim.